# Fuerza Regia de Monterrey
Fuerza Regia es un club que participa en la Liga Nacional de Baloncesto Profesional y en la Liga Nacional de Baloncesto Profesional Femenil. Actualmente es el equipo más ganador a nivel profesional en México, con 5 campeonatos (2017,2019, 2020, 2021 y 2023). Además de un campeonato femenil (2024).

## Historia
Fuerza Regia se fundó el 12 de enero del 2001 con el Señor Sergio Ganem Pérez como Presidente y su hijo Sergio Ganem Velázquez como Vicepresidente. Inició su participación en la Liga Nacional de Baloncesto Profesional en 2001, con el Gimnasio Nuevo León denominado “La Fortaleza” como su sede oficial. Marcos Dorado, Felipe Sánchez y la primera tripleta extranjera conformada por Antonio “La Chispa” Rivers, Carlus Groves y Gerald Williams son los primeros estelares del club.

### Expansión Internacional con Dennis Rodman, Sun Ming Ming y la Arena Monterrey
En la temporada 2004, Fuerza Regia se convirtió en el primer equipo deportivo de Nuevo León en jugar en la Arena Monterrey, recinto que fungió como su sede hasta el año 2008. Ese mismo año se anunció la llegada de Dennis Rodman, ex astro de la NBA, como padrino de inauguración para el equipo; después se integró al plantel para jugar dos partidos de temporada regular. Junto a Rodman también estuvo el estadunidense Jamario Moon, quien después de jugar con Fuerza Regia emigró a la NBA. Posteriormente, se sumó a la quinteta regiomontana Sun Ming Ming, el jugador más alto del mundo (2.36 metros).

### Lanzamiento del programa Butaca Enlace
El 20 de febrero del 2008 se llevó a cabo el proyecto social y deportivo más grande en el que Fuerza Regia ha participado: BUTACA ENLACE. Este programa fue encabezado por Felipe Calderón Hinojosa, el presidente en turno de la República Mexicana, y se impulsó en todo el país. El evento fue organizado en la Arena Monterrey y participaron más de 12 mil alumnos destacados de las mejores primarias y secundarias, de acuerdo con la prueba ENLACE en Nuevo León y la SEP. En este importante proyecto participaron los empresarios más destacados del Estado y el país, logrando impulsar a más de 2 millones de estudiantes hasta la fecha.

### Restructuración del equipo
Continuando con el camino dentro de la LNBP, Fuerza Regia volvió al Gimnasio Nuevo León, su sede original. Todo esto para dar paso a un proceso de renovación dentro de la institución en el ámbito deportivo para conformar un plantel con elementos como André Joseph, Mike Strobbe, Gabriel Girón, Jeremis Smith, Donta Smith, Alonso Izaguirre entre otros. Esto bajo el mando del ex NBA Reginal “Reggie” Jordan. En el marco del Décimo Aniversario de la franquicia el equipo terminó segundo lugar general de la liga en temporada regular.

### La Nueva Fortaleza, el Gimnasio Nuevo León Unido
La temporada 2013/2014 marcó el inicio de la “Nueva Fortaleza”: el Gimnasio Nuevo León Unido. La “renovación” arrancó con el partido frente a los Gansos Salvajes de la UIC bajo el mando de Lewis Laselle Taylor. Fuerza Regia realizó la gira de los Harlem Globetrotters con el cubano-ecuatoriano Reynaldo García como el Jugador Revelación del torneo. En dicha temporada se anunció el retiro de Felipe Sánchez (también se retiró el dorsal 13 en su honor) y de Alonso Izaguirre. Y el 8 de enero del 2014, tras la partida física del Presidente Honorario, el Sr. Sergio Ganem Pérez, el Lic. Sergio Ganem Velázquez toma la presidencia del club.

### Una Nueva Imagen de Fuerza Regia
Fuerza Regia tuvo un cambio de imagen en la temporada 2015/2016, marco del decimoquinto aniversario de la institución. En medio de los festejos y el cambio en colores y logotipo, se contrató al boricua Renaldo Balkman, al panameño Jaime Lloreda y se dio el regreso del timonel José “Pepo” Martínez. Cabe mencionar que en febrero de 2016 se organizó un evento para conmemorar a a la quinteta norteña en el Aula Magna de la Universidad Autónoma de Nuevo León (UANL).

### El Campeonato
Tras 16 años de haber sido fundado, el 3 de abril de 2017 el equipo profesional de baloncesto de Nuevo León Fuerza Regia logró coronarse en la Liga Nacional de Baloncesto Profesional al derrotar a los Soles de Mexicali 4-2 en la serie Final. La coronación se llevó a cabo en el Gimnasio Nuevo León Independiente teniendo un lleno total. El seleccionado nacional Juan Toscano fue el Jugador Más Valioso de la final.

### Nuevo dueño
Mediante un comunicado oficial, el día 12 de junio de 2025, el club pasó a ser propiedad al cien por ciento del Grupo Multimedios, concluyendo así la etapa de copropiedad al 50% con Grupo Ganem.
La nueva estructura directiva está encabezada por Guillermo González Elizondo como presidente ejecutivo y Eduardo Urdiales González como director general.

## Gimnasio
Fuerza Regia de Monterrey tiene como sede el Gimnasio Nuevo León Unido, también conocido como "La Fortaleza".
El inmueble tiene capacidad para albergar a 5 mil aficionados y está ubicado en la Av. Manuel L. Barragán #1000, Col. Regina en Monterrey, Nuevo León.

## Jugadores

### Roster
| Fuerza Regia de Monterrey Temporada 2025 |    |                           |                                          |
| C U E R P O T É C N I C O                |    |                           |                                          |
| Entrenador                               |    | Bandera de España         | Pablo García Fernández                   |
| Asistente                                |    | Bandera de España         | Jordan Toledo Wright                     |
| J U G A D O R E S                        |    |                           |                                          |
| Pívot                                    | 0  | Bandera de Estados Unidos | Wayne Langston                           |
| Escolta                                  | 1  | Bandera de México         | Eduardo José Girón Villareal             |
| Base                                     | 2  | Bandera de Estados Unidos | Shannon Jerod Shorter                    |
| Alero                                    | 3  | Bandera de Estados Unidos | Brandon Stephan Paul (Inactivo)          |
| Escolta                                  | 4  | Bandera de Estados Unidos | Scott Douglas Bamforth                   |
| Alero                                    | 5  | Bandera de Estados Unidos | Stephon Jelks                            |
| Pívot                                    | 7  | Bandera de Brasil         | Lucas Doria                              |
| Escolta                                  | 8  | Bandera de México         | Josué Andriassi Quintana                 |
| Base                                     | 9  | Bandera de México         | Iván Montano Macías                      |
| Ala-pívot                                | 11 | Bandera de Estados Unidos | Lewis Sullivan                           |
| Escolta                                  | 12 | Bandera de Estados Unidos | Avry Holmes                              |
| Base                                     | 15 | Bandera de Estados Unidos | Adonte Josh Parker                       |
| Pívot                                    | 18 | Bandera de España         | Pierre David Oriola Garriga              |
| Ala-pívot/Pívot                          | 23 | Bandera de México         | José Miguel Martínez Crespo              |
| Alero                                    | 27 | Bandera de Panamá         | Daniel Oscar Girón Villarreal (Inactivo) |
| = Capitán                                |    |                           |                                          |
| = Lesionado                              |    |                           |                                          |

 =  Cuenta con nacionalidad mexicana. 

### Roster LNBP Femenil
| Fuerza Regia de Monterrey Femenil Temporada 2025 |    |                           |                                     |
| C U E R P O T É C N I C O                        |    |                           |                                     |
| Entrenador                                       |    | Bandera de España         | Carlos Alonso                       |
| Asistente                                        |    | Bandera de España         | Jordan Toledo                       |
| J U G A D O R A S                                |    |                           |                                     |
| Base/Escolta                                     | 0  | Bandera de Estados Unidos | Delicia Washington                  |
| Base                                             | 5  | Bandera de España         | Laura Piera Flo (Baja)              |
| Base                                             | 8  | Bandera de México         | Deyna Alicia González Montemayor    |
| Base/Escolta                                     | 9  | Bandera de México         | María Marcela Pérez González        |
| Ala-pívot/Pívot                                  | 10 | Bandera de Estados Unidos | Sidney Cooks                        |
| Base                                             | 12 | Bandera de México         | Alejandra Rovira Treviño (Inactiva) |
| Base                                             | 13 | Bandera de Estados Unidos | Mar´Shay Moore (Baja)               |
| Alera                                            | 14 | Bandera de México         | Daniela María Soto Gómez            |
| Base                                             | 17 | Bandera de Estados Unidos | Morgan Green                        |
| Pívot                                            | 21 | Bandera de España         | María Dolores Pendande Mendes       |
| Alera                                            | 23 | Bandera de Estados Unidos | Shaiquel McGruder (Baja)            |
| Base                                             | 24 | Bandera de Estados Unidos | Morgan Jones                        |
| Ala-pívot                                        | 31 | Bandera de Estados Unidos | Jaime Nicole Nared                  |
| Alera                                            | 33 | Bandera de Estados Unidos | Mikayla Cowling                     |
| Pívot                                            | 35 | Bandera de Estados Unidos | Khaalia Hillsman                    |
| Ala-pívot                                        | 50 | Bandera de México         | Kimberly Michelle Taylor Aguilar    |
| = Capitán                                        |    |                           |                                     |

 =  Cuenta con nacionalidad mexicana. 

### Jugadores destacados
- Felipe Sánchez. Jugador emblema de la institución y pilar en sus inicios. De hecho, se retiró el dorsal 13 en su honor. Ha estado en los cinco campeonatos del equipo como asistente técnico.
- Dennis Rodman. El ex astro de la NBA jugó un par de partidos con Fuerza Regia: el 8 y 10 de octubre de 2004 contra San Luis y Matamoros, respectivamente.
- El estadounidense Jamario Moon emigró de Fuerza Regia a los Toronto Raptors en la temporada 2007/2008.
- Antonio “La Chispa” Rivers. Estuvo del 2001 al 2004 con el equipo.
- Sung Ming Ming. El jugador más alto del mundo jugó con Fuerza Regia en la temporada 2007/2008.
- Omar Quintero. Jugó tres temporadas con Fuerza Regia y después emigró a la NBA; también jugó en la ACB de España con Tau Cerámica, en donde compartió con Eduardo Nájera y Romel Beck. Actualmente es coach de la Selección de México.
- Andrew John Panko. Jugador que fue MVP en la Liga ACB de España y clave en el título de la temporada 2016/2017.
- Aaron Fuller. El único jugador que ha estado en los cuatro campeonatos del equipo.
- Juan Toscano. Jugador de Golden State Warriors, campeón de la NBA con el mismo equipo y dos veces campeón con Fuerza Regia en la LIGA SISNOVA LNBP, además de ser el quinto mexicano en jugar en la NBA.
- Carlos Rivera. Capitán de Fuerza Regia y dos veces campeón de la LNBP; titular constante y de gran conexión con la afición.

### Roster Campeón 2016-2017
A continuación se muestra tanto al Roster de jugadores, como al Cuerpo Técnico, que participó con la Fuerza Regia en su primer campeonato en la LNBP.
| Fuerza Regia de Monterrey Temporada 2016–2017 |    |                           |                                    |
| C U E R P O T É C N I C O                     |    |                           |                                    |
| Entrenador                                    |    | Bandera de España         | Francisco Olmos Hernández          |
| Asistente                                     |    | Bandera de España         | Pedro Carrillo Ballester           |
| Estadístico                                   |    | mexicano                  | Felipe Sánchez de Hoyos            |
| Fisioterapeuta                                |    | mexicano                  | Jesús Andrade                      |
| Utilero                                       |    | Bandera de México         | Juan Estrada                       |
| J U G A D O R E S                             |    |                           |                                    |
| Alero                                         | 4  | Bandera de México         | Alan Rashith Polo González         |
| Alero                                         | 5  | Bandera de Estados Unidos | Jordan Nicholas Glynn Ramírez      |
| Alero / Ala-pívot                             | 7  | Bandera de Estados Unidos | Andrew John Panko III              |
| Base                                          | 8  | Bandera de Argentina      | Cristian Gabriel Cortés Balbuena   |
| Pívot                                         | 9  | Bandera de Estados Unidos | Aaron Craig Fuller                 |
| Alero                                         | 10 | Bandera de Estados Unidos | Juan Ronel Toscano Anderson        |
| Ala-pívot                                     | 12 | Bandera de México         | Héctor Humberto Hernández Gallegos |
| Pívot                                         | 17 | Bandera de Nigeria        | Jeleel Ayodeji Akindele            |
| Base                                          | 21 | Bandera de Puerto Rico    | Filiberto Rivera Isaac             |
| Escolta                                       | 23 | Bandera de Estados Unidos | Michael Christopher Pérez          |
| Escolta                                       | 24 | Bandera de México         | Gabriel Oscar Girón Villarreal     |
| Base                                          | 31 | Bandera de Puerto Rico    | Carlos Rubén Rivera Ruiz           |
| Ala-pívot / Pívot                             | 33 | Bandera de Estados Unidos | Rodrigo Adrián Zamora Fernández    |
| Pívot                                         | 55 | Bandera de Estados Unidos | Adam Oswald Parada de los Reyes    |
| Escolta                                       | 60 | Bandera de Estados Unidos | Paul John Hernández Reyes          |
| = Capitán                                     |    |                           |                                    |
| = Lesionado                                   |    |                           |                                    |

 =  Cuenta con nacionalidad mexicana. 

### Roster Campeón 2018–2019
A continuación se muestra tanto al Roster de jugadores, como al Cuerpo Técnico, que participó con la Fuerza Regia en su segundo campeonato en la LNBP.
| Fuerza Regia de Monterrey Temporada 2018–2019 |    |                           |                                |
| C U E R P O T É C N I C O                     |    |                           |                                |
| Entrenador                                    |    | Bandera de España         | Francisco Olmos Hernández      |
| Asistente                                     |    | mexicano                  | Felipe Sánchez de Hoyos        |
| J U G A D O R E S                             |    |                           |                                |
| Escolta                                       | 2  | Bandera de Estados Unidos | Daniel Xavier Bejarano         |
| Ala-pívot                                     | 4  | Bandera de México         | Hugo Alejandro Carrillo García |
| Alero/Ala-pívot                               | 5  | Bandera de México         | Irwin Raúl Ávalos Bonilla      |
| Ala-pívot/Pívot                               | 6  | Bandera de México         | Edgar Garibay Padilla          |
| Alero                                         | 7  | Bandera de Estados Unidos | Jordan Nicholas Glynn Ramírez  |
| Pívot                                         | 9  | Bandera de Estados Unidos | Aaron Craig Fuller             |
| Alero                                         | 10 | Bandera de Estados Unidos | Juan Ronel Toscano Anderson    |
| Base                                          | 11 | Bandera de Puerto Rico    | Wilfredo Pagan                 |
| Alero                                         | 12 | Bandera de Estados Unidos | Michael Hays Lizárraga         |
| Pívot                                         | 17 | Bandera de Nigeria        | Jeleel Ayodeji Akindele        |
| Base                                          | 31 | Bandera de Puerto Rico    | Carlos Rubén Rivera Ruiz       |
| Escolta                                       | 33 | Bandera de Puerto Rico    | David Huertas                  |
| = Capitán                                     |    |                           |                                |

 =  Cuenta con nacionalidad mexicana. 

### Roster Campeón 2020
A continuación se muestra tanto al Roster de jugadores, como al Cuerpo Técnico, que participó con la Fuerza Regia en su tercer campeonato en la LNBP.
| Fuerza Regia de Monterrey Temporada 2020 |    |                           |                           |
| C U E R P O T É C N I C O                |    |                           |                           |
| Entrenador                               |    | Bandera de España         | Francisco Olmos Hernández |
| Asistente                                |    | Bandera de México         | Felipe Sánchez de Hoyos   |
| J U G A D O R E S                        |    |                           |                           |
| Escolta                                  | 2  | Bandera de Estados Unidos | Daniel Xavier Bejarano    |
| Alero                                    | 3  | Bandera de Estados Unidos | Michael Hays Lizárraga    |
| Base                                     | 4  | Bandera de Estados Unidos | Paul Michael Stoll        |
| Base                                     | 7  | Bandera de Argentina      | Gustavo Nicolás Aguirre   |
| Base                                     | 8  | Bandera de Estados Unidos | Jaron Martin              |
| Escolta                                  | 9  | Bandera de Estados Unidos | Aaron Craig Fuller        |
| Ala-pívot                                | 21 | Bandera de Estados Unidos | Joshua Paúl Ramírez       |
| Ala-pívot                                | 31 | Bandera de Estados Unidos | Joseph John Avila         |
| Escolta                                  | 32 | Bandera de Estados Unidos | David Wayne Jackson Jr.   |
| Escolta                                  | 33 | Bandera de Puerto Rico    | David Huertas             |
| Pívot                                    | 44 | Bandera de Estados Unidos | Joshua Bryan Ibarra       |
| Pívot                                    | 55 | Bandera de Estados Unidos | Oderah Anosike            |
| = Capitán                                |    |                           |                           |

 =  Cuenta con nacionalidad mexicana. 

### Roster Campeón 2021
A continuación se muestra tanto al Roster de jugadores, como al Cuerpo Técnico, que participó con la Fuerza Regia en su cuarto campeonato en la LNBP.
| Fuerza Regia de Monterrey Temporada 2021 |    |                           |                                  |
| C U E R P O T É C N I C O                |    |                           |                                  |
| Entrenador                               |    | Bandera de Argentina      | Nicolás Casalánguida             |
| Asistente                                |    | Bandera de Argentina      | Elian Villafañe                  |
| Asistente                                |    | Bandera de México         | Felipe Sánchez de Hoyos          |
| J U G A D O R E S                        |    |                           |                                  |
| Base                                     | 0  | Bandera de México         | Kevin Raúl Acosta Aguirre        |
| Pívot                                    | 1  | Bandera de Estados Unidos | Oderah Anosike                   |
| Escolta                                  | 2  | Bandera de Estados Unidos | Daniel Xavier Bejarano           |
| Base                                     | 4  | Bandera de Estados Unidos | Paul Michael Stoll               |
| Escolta                                  | 5  | Bandera de Estados Unidos | Dominique Johnson                |
| Escolta                                  | 6  | Bandera de Estados Unidos | Aaron Craig Fuller               |
| Base                                     | 8  | Bandera de Argentina      | Cristian Gabriel Cortés Balbuena |
| Alero                                    | 10 | Bandera de Argentina      | Facundo Piñero                   |
| Base/Escolta                             | 15 | Bandera de España         | José García González             |
| Alero                                    | 16 | Bandera de Estados Unidos | Rodney Green                     |
| Ala-pívot                                | 21 | Bandera de Estados Unidos | Tristan Spurlock                 |
| Base                                     | 23 | Bandera de Puerto Rico    | Jezreel De Jesús                 |
| Alero                                    | 24 | Bandera de México         | Gabriel Oscar Girón Villarreal   |
| Ala-pívot                                | 31 | Bandera de Estados Unidos | Joseph John Avila                |
| Pívot                                    | 35 | Bandera de Estados Unidos | Kelvin Jones                     |
| Ala-pívot                                | 66 | Bandera de México         | Elías Richo Lankenau             |
| = Capitán                                |    |                           |                                  |

 =  Cuenta con nacionalidad mexicana. 

### Roster Campeón 2023
A continuación se muestra tanto al Roster de jugadores, como al Cuerpo Técnico, que participó con la Fuerza Regia en su quinto campeonato en la LNBP.
| Fuerza Regia de Monterrey Temporada 2023 |    |                           |                                 |
| C U E R P O T É C N I C O                |    |                           |                                 |
| Entrenador                               |    | Bandera de España         | Pablo García Fernández          |
| Asistente                                |    | Bandera de España         | Jordan Toledo Wright            |
| J U G A D O R E S                        |    |                           |                                 |
| Escolta                                  | 0  | Bandera de Estados Unidos | Jared Wilson-Frame (Baja)       |
| Base                                     | 1  | Bandera de Estados Unidos | Marquis Jurell Wright           |
| Escolta                                  | 2  | Bandera de Estados Unidos | Daniel Xavier Bejarano          |
| Base                                     | 3  | Bandera de Argentina      | Lucas Faggiano                  |
| Base                                     | 4  | Bandera de Estados Unidos | Paul Michael Stoll Hernández    |
| Base                                     | 5  | Bandera de Estados Unidos | Elyjah Cyres Clark (Baja)       |
| Escolta                                  | 6  | Bandera de Estados Unidos | Aaron Craig Fuller              |
| Alero                                    | 7  | Bandera de Estados Unidos | Shonn Devante Miller            |
| Base                                     | 10 | Bandera de México         | Paulo Arroyo Herrera (Inactivo) |
| Base                                     | 11 | Bandera de Estados Unidos | David Josué Rico Gaytán (Baja)  |
| Escolta                                  | 12 | Bandera de Estados Unidos | Jhonathan Dunn                  |
| Alero/Escolta                            | 15 | Bandera de Estados Unidos | Trevis JeMar Simpson (Baja)     |
| Alero                                    | 21 | Bandera de Estados Unidos | Cecil Williams (Baja)           |
| Alero                                    | 23 | Bandera de Estados Unidos | Jordan Nicholas Glynn Ramírez   |
| Alero                                    | 24 | Bandera de México         | Gabriel Oscar Girón Villarreal  |
| Alero/Escolta                            | 30 | Bandera de Estados Unidos | Kelvin Creswell Rivers          |
| Ala-pívot                                | 31 | Bandera de Estados Unidos | Joseph John Avila               |
| Ala-pívot                                | 32 | Bandera de México         | Raúl Fernando Olalde Vázquez    |
| Pívot                                    | 45 | Bandera de Estados Unidos | Harvey Grant III                |
| = Capitán                                |    |                           |                                 |
| = Lesionado                              |    |                           |                                 |

 =  Cuenta con nacionalidad mexicana. 

### Roster Campeón LNBP Femenil2024
A continuación se muestra tanto al roster de jugadoras, como al cuerpo técnico, que participó con Fuerza Regia en el primer campeonato femenil de su historia.
| Fuerza Regia de Monterrey Femenil Temporada 2024 |    |                           |                                         |
| C U E R P O T É C N I C O                        |    |                           |                                         |
| Entrenador                                       |    | Bandera de España         | Carlos Alonso                           |
| Asistente                                        |    | Bandera de España         | Alejandro Gómez                         |
| J U G A D O R A S                                |    |                           |                                         |
| Base/Escolta                                     | 0  | Bandera de Estados Unidos | Delicia Washington                      |
| Base                                             | 1  | Bandera de Estados Unidos | Morgan Jones                            |
| Pívot                                            | 5  | Bandera de Estados Unidos | Jessica Jackson (Baja)                  |
| Base/Escolta                                     | 9  | Bandera de México         | María Marcela Pérez González (Inactiva) |
| Alera                                            | 10 | Bandera de México         | Claudia Ramos Gutiérrez                 |
| Alera                                            | 11 | Bandera de Estados Unidos | Laura Rachel Howard (Baja)              |
| Base                                             | 12 | Bandera de México         | Alejandra Rovira Treviño                |
| Alera                                            | 14 | Bandera de México         | Daniela María Soto Gómez                |
| Base/Escolta                                     | 15 | Bandera de Estados Unidos | Angel Baker (Baja)                      |
| Base                                             | 17 | Bandera de Estados Unidos | Morgan Green                            |
| Pívot                                            | 21 | Bandera de España         | María Dolores Pendande Mendes (Baja)    |
| Ala-pívot                                        | 22 | Bandera de Estados Unidos | Asiah Jones                             |
| Pívot                                            | 24 | Bandera de Estados Unidos | Courtney Range (Baja)                   |
| Alera                                            | 31 | Bandera de Estados Unidos | Jaime Nicole Nared                      |
| Alera                                            | 33 | Bandera de Estados Unidos | Mikayla Cowling                         |
| Pívot                                            | 35 | Bandera de Estados Unidos | Khaalia Hillsman                        |
| Ala-pívot                                        | 50 | Bandera de México         | Kimberly Michelle Taylor Aguilar        |
| = Capitán                                        |    |                           |                                         |

 =  Cuenta con nacionalidad mexicana. 